# Anotherband
Anotherband, svenskt gitarrbaserat rockband bildad i Stockholm 2001. Bandet är under inspelning av sitt debutalbum.